# 崁頂福安宮
23°17′50″N 120°30′10″E / 23.29727°N 120.50283°E
崁頂福安宮位於臺灣臺南市白河區，是一間供奉福德正神的廟宇。該廟原本只是用四塊石板砌成的小廟，後來歷經改建逐漸擴大規模，成為白河地區具代表性且有一定知名度的土地公廟，甚至號稱與屏東車城福安宮、中和烘爐地南山福德宮並列為臺灣三大土地公廟。

## 沿革

崁頂福安宮保存的「小廟」。

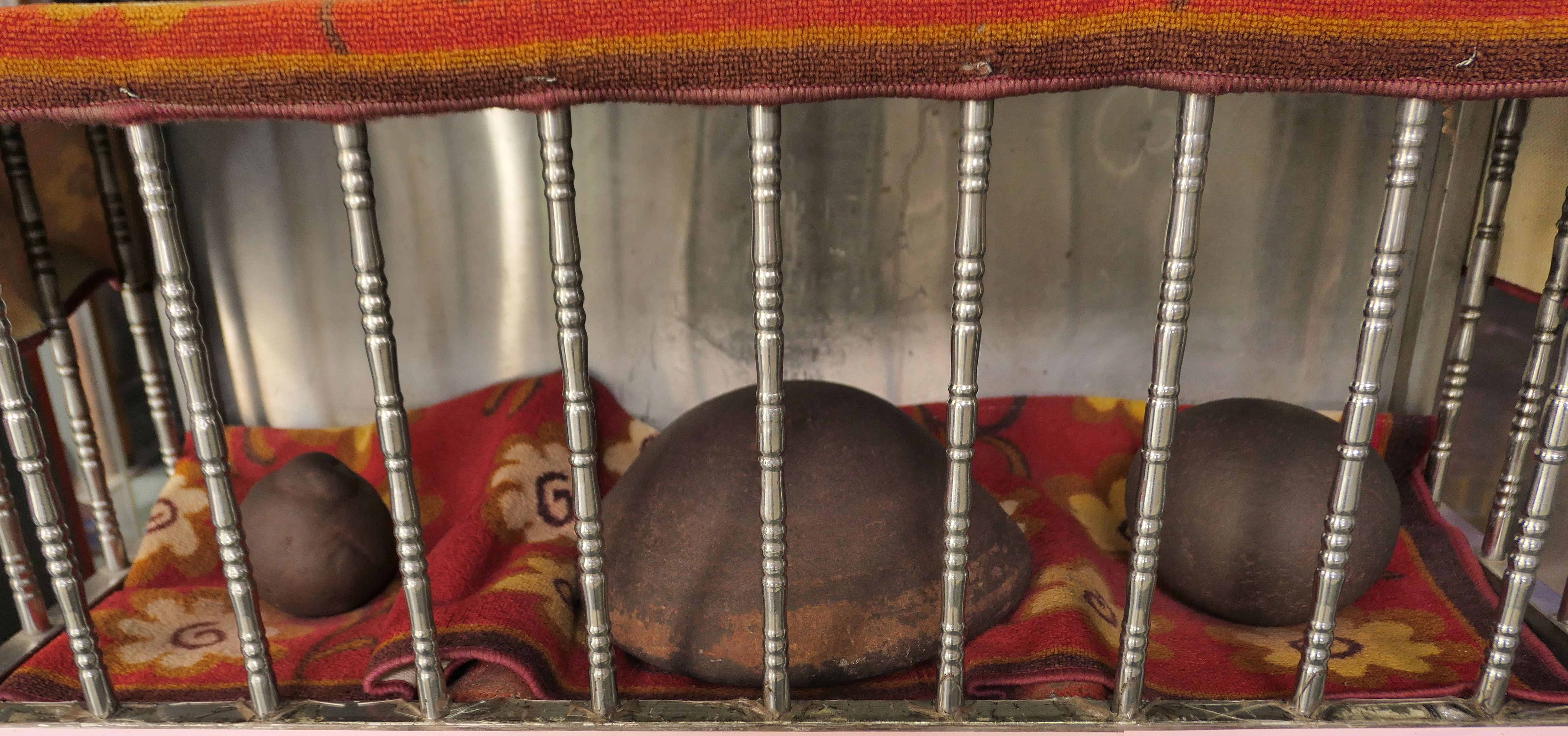
崁頂福安宮三寶。圖左至右依序是文旦、官帽、日月乾坤（鐵子）。

崁頂福安宮前身的小廟建於何時已不可考。日治時期的昭和十一年（1936年），福安宮主事胡木己夫妻在大凍山開墾，耗盡積蓄買了一頭牛，牛卻掙脫不知去向。這時他們來到福安宮前身的小土地公廟祈求，結果不見的牛自己回到了原本飼養的樹下。他們前來還願時又發下宏願，表示若在年底積蓄超過一千圓，便將土地公廟改建成高三尺的廟宇。由於神明相當靈驗，福安宮也因而多次改建。
二次大戰結束後，已經歷經四次改建的福安宮規模相當於一般住家。而後據說神明指示要再次改建，為增加信徒信心，讓乩童到麻豆挖取「三寶」（鐵子、鋼盔、文旦）。之後福安宮完成了第五次的改建。
民國六十年（1971年）左右首次分香到南投之後，聲勢逐漸擴大，分香範圍遍及臺灣各縣市。1997年時據說分香數量已有2萬3000多尊神像，且除了臺灣，也有分香到中國大陸、印尼與美國等處。

## 祀神

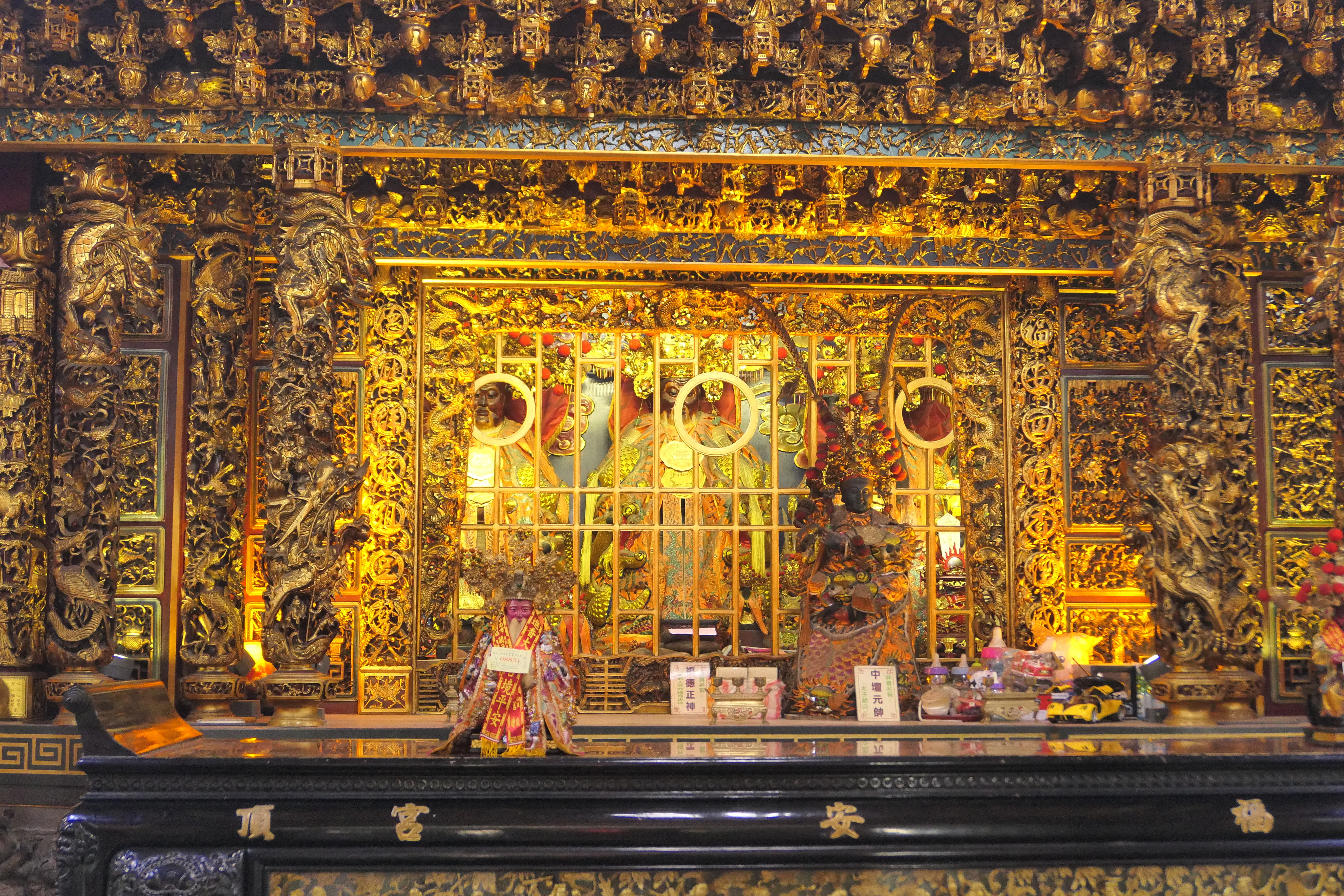
崁頂福安宮神龕

福安宮除供奉天、地、人三界土地公外，還供奉有玄天上帝、註生娘娘、中壇元帥、下壇虎爺將軍等神明。
而福安宮的福德正神據說名叫「趙國福」，清康熙八年八月十五日（1669年9月9日）出生，福建漳州南坑鄉人，十一歲喪父，十二歲喪母，被親戚收養。十四歲時為人看羊，因有次弄丟兩隻羊而被毒打昏死。他向閻王告冤後還陽，之後以擺渡與小生意維生。生活清苦但仍行善濟貧，於二十一歲染病逝世後，其忠厚仁慈感動玉帝而賜為福德正神。是以福安宮的福德正神聖誕與其他廟的農曆二月初二不同，是在八月十五日。而因為福安宮分靈眾多，從八月初一便開始有祝壽活動。

## 其他
2014年臺中施姓富商撕票案中，被害者在8月18日失蹤後，警方在8月20日鎖定他可能在臺南山區，當晚有消息指出主嫌已經逃到泰國，警方於是做最壞打算，改搜索邊坡、草叢。8月24日警方在崁頂福安宮集合準備進行搜山前向土地公祈求，當天便在楠西山區發現被害者遺體。事後臺中警方在9月1日請來臺中的布袋戲團到福安宮表演酬神。